# Двадцать пять копеек
Двадцать пять копеек, полуполтинник — российская серебряная монета, равная 25 копейкам (половина полтины). 

## История
Впервые отчеканена в 1654 году на четвертинках европейских талеров и была неполноценной монетой, так как по курсу серебра стоила всего 16 копеек. Регулярный чекан полноценных серебряных полуполтинников начался в 1701 году и продолжался с перерывами до 1810 года. С 1827 монета называлась 25 копеек. Изменение названия связано с тем, что предлагавшийся пробный полуполтинник 1827 года имел оформление, схожее с ходившей тогда золотой 5-рублёвой монетой. Поэтому, из опасения возможных подделок, для обращения была утверждена монета с новым названием и иным внешним оформлением. Опасение было не напрасным — когда с 1886 года оформление 25-копеечника стало вновь одинаковым с золотыми монетами — такие подделки появились в реальности.
Массовая чеканка 25-копеечников для обращения прекращена в 1900-м году, в 1901-м было отчеканено незначительное количество монет.
В советское время был отчеканен пробный 25-копеечник — в 1955 году, но для обращения этот номинал не чеканился.

## Современность
В современной России полуполтинник не чеканится, но в некоторых странах бывшего СССР (Приднестровье), он имеет хождение в качестве разменной монеты.
В 2018 г. был выпущен современный монетовидный жетон полуполтинник 2018, в основу которого был положен образ известного в 2 экземплярах пробного Полуполтинника 1827 года, который в 2013 году на аукционе SINCONA был продан за 2.050.000 швейцарских франков.

## Галерея

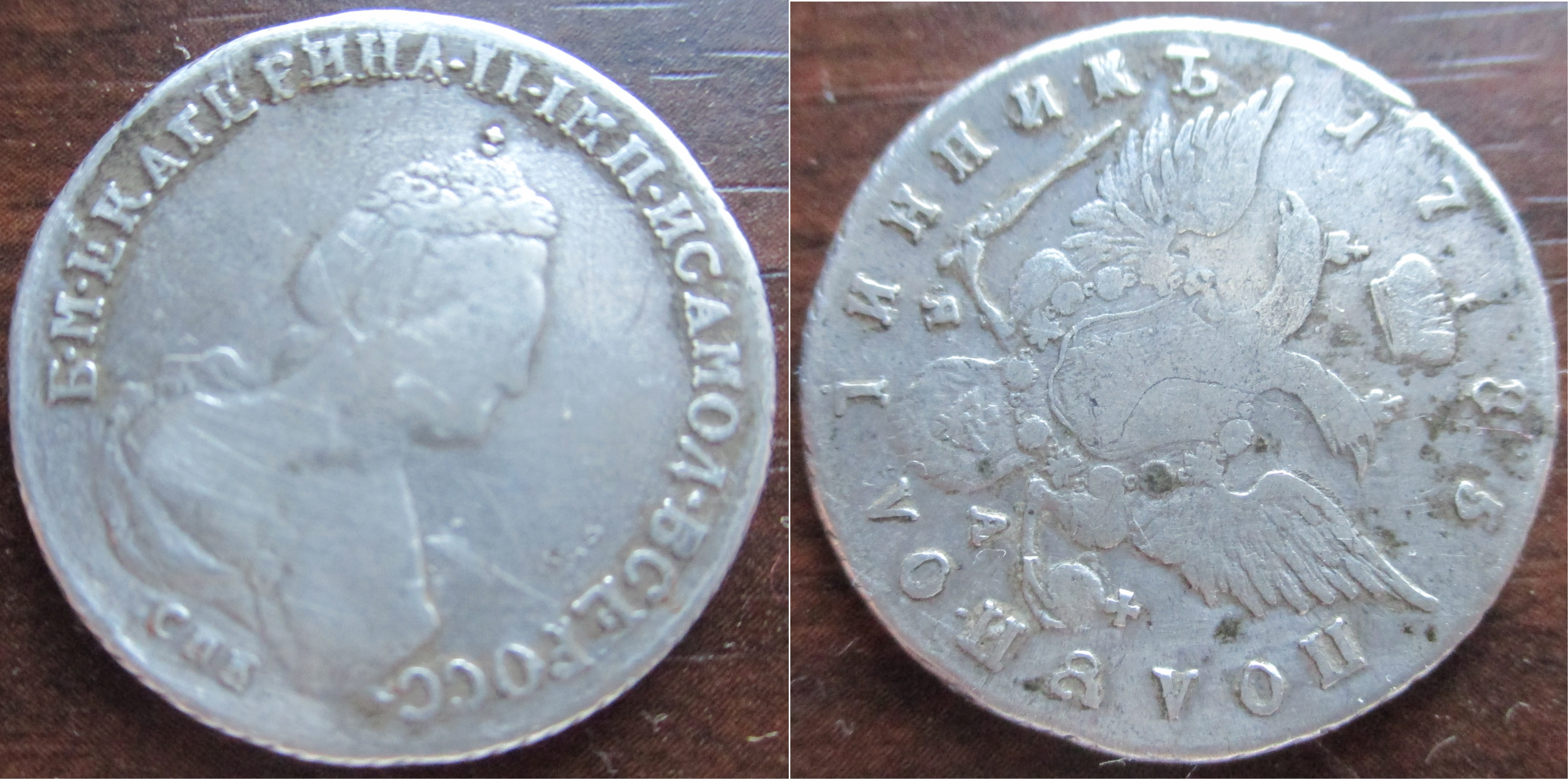
Серебряные 25 копеек Екатерины II. 1785
Серебряные 25 копеек
Серебряные 25 копеек Николая Второго. 1895
Серебряные 25 копеек Александра II. 1858
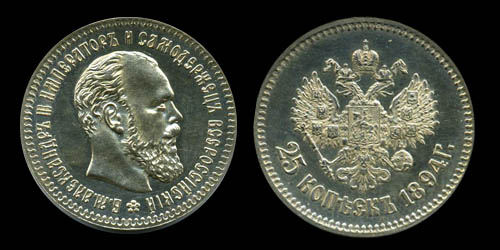
Серебряные 25 копеек Александра III. 1894
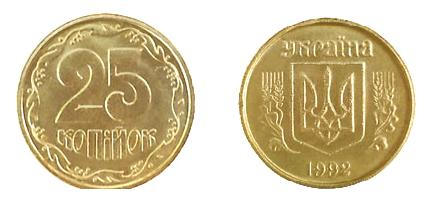
Современные 25 копеек (25 копійок), Украина
Современные 25 копеек, Приднестровье